# Campionat del Món de motocròs 1990
La temporada de 1990 del Campionat del Món de motocròs fou la 34a edició d'aquest campionat, organitzat per la FIM. El calendari oficial constava de 12 Grans Premis, celebrats entre l'1 d'abril i el 26 d'agost.

## Sistema de puntuació
Barem de puntuació del 1984 al 2000:
| Posició | 1  | 2  | 3  | 4  | 5  | 6  | 7 | 8 | 9 | 10 | 11 | 12 | 13 | 14 | 15 |
| Punts   | 20 | 17 | 15 | 13 | 11 | 10 | 9 | 8 | 7 | 6  | 5  | 4  | 3  | 2  | 1  |

## 500 cc

### Grans Premis
| Ronda | Data         | Gran Premi                    | Lloc           | Guanyador     |
| ----- | ------------ | ----------------------------- | -------------- | ------------- |
| 1     | 1 d'abril    | Gran Premi dels Països Baixos | Valkenswaard   | Billy Liles   |
| 2     | 29 d'abril   | Gran Premi de Suïssa          | Payerne        | Billy Liles   |
| 3     | 6 de maig    | Gran Premi d'Àustria          | Sittendorf     | Dave Thorpe   |
| 4     | 13 de maig   | Gran Premi de França          | Brou           | Jeff Leisk    |
| 5     | 10 de juny   | Gran Premi de Finlàndia       | Ruskeasanta    | Eric Geboers  |
| 6     | 24 de juny   | Gran Premi d'Itàlia           | Cingoli        | Eric Geboers  |
| 7     | 8 de juliol  | Gran Premi de Gran Bretanya   | Hawkstone Park | Eric Geboers  |
| 8     | 15 de juliol | Gran Premi d'Alemanya         | Goldbach       | Jacky Martens |
| 9     | 29 de juliol | Gran Premi de San Marino      | Borgo Maggiore | Eric Geboers  |
| 10    | 5 d'agost    | Gran Premi de Bèlgica         | Namur          | Eric Geboers  |
| 11    | 12 d'agost   | Gran Premi de Luxemburg       | Folkendange    | Jacky Martens |
| 12    | 26 d'agost   | Gran Premi dels Estats Units  | Glen Helen     | Eric Geboers  |

### Classificació final
| Posició | Pilot            | Motocicleta | Punts |
| ------- | ---------------- | ----------- | ----- |
| 1       | Eric Geboers     | Honda       | 393   |
| 2       | Kurt Nicoll      | KTM         | 294   |
| 3       | Dirk Geukens     | Honda       | 247   |
| 4       | Jacky Martens    | KTM         | 240   |
| 5       | Dave Thorpe      | Kawasaki    | 233   |
| 6       | Billy Liles      | Kawasaki    | 156   |
| 7       | Kees Van der Ven | KTM         | 149   |
| 8       | Franco Rossi     | KTM         | 128   |
| 9       | Kurt Ljungqvist  | Honda       | 118   |
| 10      | Jeff Leisk       | Honda       | 111   |

## 250 cc

### Grans Premis
| Ronda | Data         | Gran Premi                    | Lloc          | Guanyador        |
| ----- | ------------ | ----------------------------- | ------------- | ---------------- |
| 1     | 22 d'abril   | Gran Premi d'Àustria          | Schwanenstadt | Alessandro Puzar |
| 2     | 29 d'abril   | Gran Premi d'Itàlia           | Maggiora      | Alessandro Puzar |
| 3     | 13 de maig   | Gran Premi de Suècia          | Nyköping      | Alessandro Puzar |
| 4     | 20 de maig   | Gran Premi de Finlàndia       | Kuopio        | Alessandro Puzar |
| 5     | 27 de maig   | Gran Premi de Txecoslovàquia  | Dalečín       | Dave Strijbos    |
| 6     | 10 de juny   | Gran Premi dels Països Baixos | Markelo       | Alessandro Puzar |
| 7     | 17 de juny   | Gran Premi de França          | Gimont        | Alessandro Puzar |
| 8     | 24 de juny   | Gran Premi de Bèlgica         | Lommel        | Pekka Vehkonen   |
| 9     | 2 de juliol  | Gran Premi de Suïssa          | Rothenthurm   | Trampas Parker   |
| 10    | 15 de juliol | Gran Premi dels Estats Units  | Unadilla      | Jeff Stanton     |
| 11    | 22 de juliol | Gran Premi de Veneçuela       | Maracay       | Pekka Vehkonen   |
| 12    | 27 d'agost   | Gran Premi d'Alemanya         | Bielstein     | Alessandro Puzar |

### Classificació final
| Posició | Pilot             | Motocicleta | Punts |
| ------- | ----------------- | ----------- | ----- |
| 1       | Alessandro Puzar  | Suzuki      | 362   |
| 2       | Pekka Vehkonen    | Yamaha      | 256   |
| 3       | John Van Den Berk | Suzuki      | 246   |
| 4       | Michele Fanton    | Suzuki      | 194   |
| 5       | Dave Strijbos     | Kawasaki    | 179   |
| 6       | Marnicq Bervoets  | Kawasaki    | 146   |
| 7       | Trampas Parker    | KTM         | 142   |
| 8       | Rob Herring       | Suzuki      | 140   |
| 9       | James Dobb        | Honda       | 135   |
| 10      | Peter Dirkx       | Honda       | 121   |

## 125 cc

### Grans Premis
| Ronda | Data         | Gran Premi                    | Lloc          | Guanyador      |
| ----- | ------------ | ----------------------------- | ------------- | -------------- |
| 1     | 22 d'abril   | Gran Premi d'Itàlia           | Montevarchi   | Donny Schmit   |
| 2     | 6 de maig    | Gran Premi dels Països Baixos | Halle         | Pedro Tragter  |
| 3     | 20 de maig   | Gran Premi de Txecoslovàquia  | Holice        | Alex Bartolini |
| 4     | 10 de juny   | Gran Premi de França          | Ernée         | Donny Schmit   |
| 5     | 17 de juny   | Gran Premi d'Alemanya         | Laubus Esbach | Bob Moore      |
| 6     | 24 de juny   | Gran Premi de Gran Bretanya   | Hatherton     | Alan Morrison  |
| 7     | 1 de juliol  | Gran Premi d'Irlanda          | Killinchy     | Bob Moore      |
| 8     | 29 de juliol | Gran Premi de Suïssa          | Wohlen        | Donny Schmit   |
| 9     | 5 d'agost    | Gran Premi de Portugal        | Águeda        | Donny Schmit   |

### Classificació final
| Posició | Pilot            | Motocicleta | Punts |
| ------- | ---------------- | ----------- | ----- |
| 1       | Donny Schmit     | Suzuki      | 285   |
| 2       | Bob Moore        | KTM         | 214   |
| 3       | Stefan Everts    | Suzuki      | 161   |
| 4       | Andrea Bartolini | Honda       | 155   |
| 5       | Mike Healey      | KTM         | 154   |
| 6       | Tallon Vohland   | Suzuki      | 147   |
| 7       | Pedro Tragter    | Suzuki      | 141   |
| 8       | Yves Demaria     | Yamaha      | 118   |
| 9       | Bader Manneh     | Kawasaki    | 103   |
| 10      | Alan Morrison    | Honda       | 84    |

## Resum: Podi final 1990
|           | 500 cc       | 500 cc | 250 cc            | 250 cc | 125 cc        | 125 cc |
| Campió    | Eric Geboers | Honda  | Alessandro Puzar  | Suzuki | Donny Schmit  | Suzuki |
| Subcampió | Kurt Nicoll  | KTM    | Pekka Vehkonen    | Yamaha | Bobby Moore   | KTM    |
| Tercer    | Dirk Geukens | Honda  | John Van Den Berk | Yamaha | Stefan Everts | Suzuki |